# Милино (Московская область)
Милино — деревня в Ступинском районе Московской области в составе Аксиньинского сельского поселения (до 2006 года — Большеалексеевский сельский округ).

## География
Милино расположена на севере района, по правому берегу реки Северка у устья притока речки Нудовки, высота центра села над уровнем моря — 132 м. Ближайшие населённые пункты: севернее, через реку, деревня Радужная, в полукилометре на восток — Авдотьино и, около 1,5 км на запад — Мясищево, Малое Алексеевское и Большое Алексеевское.

## Население
| 2002 | 2006 | 2010 |
| ---- | ---- | ---- |
| 9    | →9   | ↗12  |

## Инфраструктура
Милино на 2015 год — фактически крупный дачный посёлок: при 12 жителях в деревне 3 улицы, проезд, 2 тупика и 3 СНТ.